# Republicanisme in Zweden

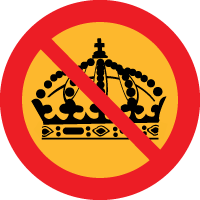
Logo van de Republikanska Föreningen.

Het republicanisme in Zweden is een verzamelnaam voor de stromingen in Zweden die naar de vestiging van een republiek en de afschaffing van de Zweedse monarchie streven.

## Overzicht
Een groot deel van de argumenten voor het uitroepen van de Zweedse Republiek komt neer op een afwijzing van de monarchie op ideologische gronden, niet zozeer op basis van het afwijzen van de individuen die het koningschap daadwerkelijk uitvoeren. Het streven naar een republiek is opgenomen in de partijprogramma's van de Sociaaldemocraten, de Linkse Partij (Vänsterpartiet) en de Milieupartij. Daarnaast bestaat er ook de buiten de gebruikelijke partijkaders opererende republikeinse beweging Republikanska Föreningen (Republikeinse Vereniging).

## Geschiedenis

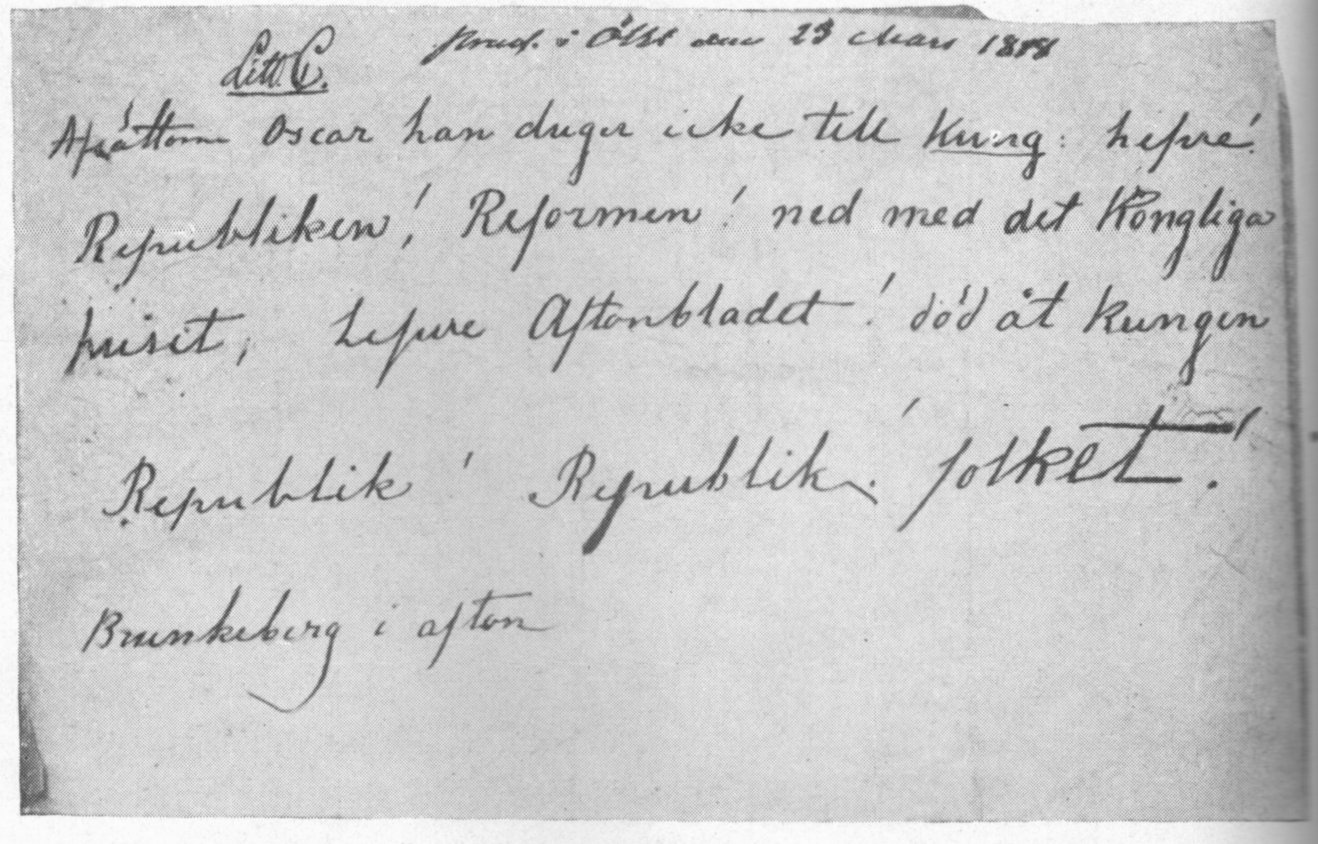
Oproep tot uitroep van de republiek, in 1848 in Stockholm uitgegeven pamflet.

De Zweden waren door de handel met onder meer het republikeinse Nederland niet helemaal onbekend met het verschijnsel republiek, maar de eerste aanzet tot ontwikkeling van het idee van een republikeins Zweden kwam met de Franse Revolutie. In het begin van de 19e eeuw was dit nog een marginaal verschijnsel. In 1830 was er voor het eerst een prominent Zweeds politicus, Lars Johan Hierta, die in de door hem in dat jaar opgerichte krant Aftonbladet pleitte voor de verdrijving van koning Karel XIV Johan, zonder overigens het woord "republiek" in de mond te nemen.

De volgende gelegenheid dat er over de vestiging van een republiek gesproken werd was een uitvloeisel van het Europese Revolutiejaar 1848. Zweden kende ook een onrustige periode en op 18 en 19 maart 1848 braken er rellen uit in Stockholm waarbij zo'n dertig mensen werden gedood door het leger. Dit oproer werd later bekend onder de naam "Maartonrust". Gedurende deze tijd werden op verschillende plekken in Stockholm en omstreken affiches opgehangen met daarop het woord "republiek". Benevens dat werd ook de invoering van algemeen en gelijk stemrecht geëist.
De in 1889 opgerichte Sociaaldemocratische arbeiderspartij had al vanaf het begin de vestiging van een republiek in het partijprogramma staan, maar toen deze partij in 1920 regeringsmacht kreeg, was de wens al enigszins bekoeld. Dit wordt toegeschreven aan het pragmatisme van de toenmalige leider, Hjalmar Branting.
In 1997 werd de Republikanska Föreningen opgericht. In 2010 werd in Stockholm de koepel Alliance of European Republican Movements (AERM) opgericht, waarbinnen Zweedse republikeinen samenwerken met andere Europese republikeinse groepen.